# Węglewice-Kolonia
Węglewice-Kolonia – kolonia w Polsce położona w województwie łódzkim, w powiecie łęczyckim, w gminie Witonia.
W latach 1975–1998 miejscowość administracyjnie należała do województwa płockiego.